# Заставе република Совјетског Савеза
Заставе социјалистичких република Совјетског Савеза биле су базиране на изгледу заставе Совјетског Савеза. на свима се налазио златни срп и чекић, (осим заставе Грузијске ССР, на којој су били црвени срп и чекић), и златно обрубљена црвена звезда на црвеном пољу. Њихове последње верзије пред распад Совјетског Савеза 1991. године, изгледале су овако:
| Застава Руске СФСР        | Застава Украјинске ССР | Застава Белоруске ССР |
| Застава Узбечке ССР       | Застава Казашке ССР    | Застава Грузијске ССР |
| Застава Азербејџанске ССР | Застава Литванске ССР  | Застава Молдавске ССР |
| Застава Летонске ССР      | Застава Киргиске ССР   | Застава Таџичке ССР   |
| Застава Јерменске ССР     | Застава Туркменске ССР | Застава Естонске ССР  |

Званичне заставе аутономних совјетских социјалистичких република (АССР) су изгледале попут заставе републике којој је Аутономна република припадала, само с пуним именом Аутономне републике на језику локалног народа и на званичком језику Совјетске републике.
Данас, једине територије које још користе стари совјетски дизајн заставе јесу међународно непризната република Придњестровље (бивши регион Молдавске ССР) и Белорусија (од 1995).

## Заставе укинутих република
| Застава Карело-Финске ССР (1940-1956) | Застава Закавкаске СФСР (1922-1936) |

## Заставе осталих република
| Застава Абхаске ССР (1921-1931) |